# Vil·lanyià
| Període                                                        | Sèrie    | Estage       | Edat (Ma)  |
| -------------------------------------------------------------- | -------- | ------------ | ---------- |
| Quaternari                                                     | Plistocè | Gelasià      | més recent |
| Neogen                                                         | Pliocè   | Plasencià    | 3,6        |
| Neogen                                                         | Pliocè   | Zanclià      | 5,333      |
| Neogen                                                         | Miocè    | Messinià     | 7,246      |
| Neogen                                                         | Miocè    | Tortonià     | 11,63      |
| Neogen                                                         | Miocè    | Serraval·lià | 13,82      |
| Neogen                                                         | Miocè    | Languià      | 15,97      |
| Neogen                                                         | Miocè    | Burdigalià   | 20,44      |
| Neogen                                                         | Miocè    | Aquitanià    | 23,03      |
| Paleogen                                                       | Oligocè  | Catià        | més antic  |
| Subdivisió del període Neogen segons IUGS, el juliol del 2009. |          |              |            |

El Vil·lanyià és un període geològic que s'estén des de fa 3,2 Ma fins a fa 2,588 Ma. Es tracta d'una subdivisió del Pliocè que es fa servir en el sistema ELMA. Segueix el Ruscinià i s'encavalca amb la primera part del Plasencià. El seu estratotip és el poble hongarès de Villány. Coincideix amb el Vil·lafranquià inferior. Els fòssils més antics de guineu roja (Vulpes vulpes), llop (Canis lupus) i àguila daurada (Aquila chrysaetos) daten d'aquesta edat.